# Кукурхоев, Магомед Джабраилович
Магомед Джабраилович Кукурхоев (род. 22 марта 1962, Алма-Ата) — советский дзюдоист и самбист, заслуженный мастер спорта России по дзюдо (2004), мастер спорта СССР международного класса по дзюдо (1985), мастер спорта СССР по самбо (1975). Многократный чемпион Мира и Европы по дзюдо среди мастеров, победетитель кубка Средней Азии и Казахстана, чемпион и призёр первенства СССР по дзюдо и самбо. Выступал за спортивные клубы «Колос» (Харьков), «Урожай» (Майкоп) и «Динамо» (Алма-Ата).

## Биография
Родился в городе Алма-Ата (Казахская ССР).
Представитель ингушского рода (тайпа) Кокурхой.
Первый тренер — Яхья Мерешков.
Обладатель пояса 6-го дана (сихан).

## Спортивные результаты

### Всесоюзные соревнования
- Всесоюзный турнир по самбо памяти Л. Б. Турина 1979 года (Химки) —
- Чемпионат СССР по самбо среди среди молодежи 1980 года (Ашхабад)[4] —
- Чемпионат СССР по самбо среди юниоров 1981 года (Владимир)[5] —
- Чемпионат СССР по дзюдо 1981 года (Минск)[6] —
- Чемпионат УССР по дзюдо 1981 года (Днепопетровск) —
- Международный турнир (ВЦСПС) по дзюдо 1981 года (Кишинев)[7] —
- Первенство Кубка Средней Азии и Казахстана по дзюдо 1988 года (Алма-Ата)[8] —

### Соревнования среди мастеров по дзюдо
- Чемпионат мира по дзюдо среди мастеров 2002 года (Лондондерри)[9] —
- Чемпионат России по дзюдо среди мастеров 2002 года (Санкт-Петербург) —
- Чемпионат мира по дзюдо среди мастеров 2003 года (Токио)[10] —
- Чемпионат Европы по дзюдо среди мастеров 2003 года (Кечкемет) —
- Чемпионат Европы по дзюдо среди мастеров 2004 года (Санкт-Петербург)[11] —
- Чемпионат Европы по дзюдо среди мастеров 2005 года (Лондон)[12] —
- Чемпионат мира среди мастеров дзюдо 2006 года (Тур)[13] —
- Чемпионат мира среди мастеров дзюдо 2007 года (Сан-Паулу)[14] —
- Чемпионат мира среди мастеров дзюдо 2008 года (Брюссель)[15] —

| Соревнования                                    | Золото | Серебро | Бронза |
| ----------------------------------------------- | ------ | ------- | ------ |
| Командный чемпионат Мира среди мастеров дзюдо   | 3      | 1       | 0      |
| Командный чемпионат Европы среди мастеров дзюдо | 2      | 1       | 0      |

## Государственные и ведомственные награды
- Заслуженный мастер спорта России по дзюдо с 2004 года. Первый дзюдоист ингушского происхождения, получивший это звание[16].
- Награждён орденом «За заслуги» в 2007 году за особо выдающиеся спортивные достижения и заслуги в развитии спорта и физической культуры в Республике Ингушетия[17].